# SN 2002kf
SN 2002kf – supernowa typu Ia odkryta 21 grudnia 2002 roku w galaktyce A063715+4951. W momencie odkrycia miała maksymalną jasność 15,90m.